# Іджирак (супутник)
Іджирак (лат. Ijiraq) — двадцять шостий за віддаленістю від планети природний супутник Сатурна. Відкритий 23 вересня 2000 року. Названий на честь гіганта з ескімоської міфології.
Іджирак належить до Ескімоської групи супутників Сатурна, куди також входять Ківіок, Паліак і Сіарнак.

## Корисні посилання
- Циркуляр МАС № 7521: Оголошення про відкриття Іджирака і Ківіока(англ.)
- Циркуляр МАС № 8177: Назви нових супутників великих і малих планет(англ.)